# Blue River (Colorado)
Blue River es un pueblo ubicado en el condado de Summit en el estado estadounidense de Colorado. En el año 2010 tenía una población de 849 habitantes y una densidad poblacional de 141,5 personas por km².

## Geografía
Blue River se encuentra ubicada en las coordenadas 39°25′57″N 106°2′14″O / 39.43250, -106.03722.

## Demografía
Según la Oficina del Censo en 2000 los ingresos medios por hogar en la localidad eran de $61,964, y los ingresos medios por familia eran $70,714. Los hombres tenían unos ingresos medios de $34,844 frente a los $32,083 para las mujeres. La renta per cápita para la localidad era de $28,411. Alrededor del 7% de la población estaba por debajo del umbral de pobreza.